# 卡利尼夫卡 (法斯蒂夫區)
卡利尼夫卡，或译为卡雷尼夫卡，是位於烏克蘭北部的市級鎮，由基輔州法斯蒂夫區的卡利尼夫卡市镇負責管轄。該鎮處於瓦西里基夫以西北9公里，始建於1958年，面積7.12平方公里，2021年估計人口有5,194人。